# Premonizioni di un delitto
Premonizioni di un delitto (titolo originale Fear), noto in Italia anche con il titolo Paura, è un thriller statunitense del 1990, diretto da Rockne S. O'Bannon e con protagonista Ally Sheedy.

## Trama
Cayce è una scrittrice dotata di poteri parapsicologici, grazie ai quali riesce a "sentire" i pensieri dei serial killer, ed è perciò utilizzata dalla polizia nei casi più difficili. Tutto va bene finché le capita di trovarsi di fronte un assassino con poteri psichici analoghi ai suoi. Da questo momento in poi Cayce sarà pervasa dal terrore, poiché quando si collega mentalmente con l'assassino prova le sue stesse sensazioni mentre uccide le sue vittime.